# Gottfried Knebel
Gottfried Knebel (1908) fue un explorador, botánico, y algólogo alemán. Fue el autor del género de cactus Opuntiopsis, un nombre no válido de acuerdo con el Código Internacional de Nomenclatura Botánica; ahora es un sinónimo de Schlumbergera.
Realizó exploraciones botánicas a la región del Caribe, y las islas Vírgenes, EE. UU.

## Algunas publicaciones
- 1935. Monographie der Algenreihe der Prasiolales, insbes. v. Prasiola crispa. 120 pp.

## Honores

### Eponimia
La especie Mammillaria knebeliana Boed. (y otras dos) fue nombrada en su honor.
- La abreviatura «Knebel» se emplea para indicar a Gottfried Knebel como autoridad en la descripción y clasificación científica de los vegetales.[4]